# Krzysztof Bąk
Pour les articles homonymes, voir Bąk.
Krzysztof Bąk, né le 22 juin 1982 à Varsovie, est un footballeur polonais. Il est milieu de terrain au Lechia Gdańsk.

## Carrière

### En club
- 2003-2008 :  Dyskobolia
- 2008-2009 :  Polonia Varsovie[2]
- 2009- :  Lechia Gdańsk[3],[4]

### Palmarès
- Vice-champion de Pologne : 2005
- Vainqueur de la Coupe de Pologne : 2005 et 2007
- Vainqueur de la Coupe de la Ligue : 2007 et 2008